# 哈馬布濟安
36°32′N 6°43′E / 36.533°N 6.717°E
哈馬布濟安（阿拉伯语：‎），是阿爾及利亞的城鎮，位於該國東北部，由君士坦丁省負責管轄，是哈馬布濟安區的首府，面積71平方公里，海拔高度410米，2008年人口79,952人，人口密度每平方公里1,123人。